# Benvenuto Cellini
Benvenuto Cellini, född 3 november 1500 i Florens, död 13 februari 1571 i Florens, var en florentinsk guldsmed, skulptör och konstnär vars skrytsamma och äventyrsfyllda självbiografi (författad 1558–1562, publicerad 1728) utgör en ovärderlig redogörelse för livet i renässansens Italien.

## Biografi
Benvenuto Cellini fick beställningar från kejsare, kungar, påvar och prinsar och var känd i hela Italien. Han verkade först i Florens och Rom, där han bland annat verkade som påvens stämpelsnidare. Han skall en gång fått fly från staden för mord på en medtävlare och hölls även en tid fången i Castel Sant'Angelo för tillgrepp av ädelmetall ur påvens skattkammare.
Cellini blev 1527 ögonvittne till Roms skövling och påstod sig själv vara den som hade skjutit ihjäl angriparnas ledare hertig Charles.
Senare uppehöll sig Cellini vid Frans I:s hov i Fontainebleau. Hans mest berömda arbete från den tiden är ett saltkar i guld, ett verkligt typiskt praktstycke, enastående skickligt utfört. Han utförde även en kolossalbyst av Cosimo den store, som i dag finns i Florens, och en byst av bankiren Bindo Altoviti, som i dag finns i Boston. Ett av Cellinis mera berömda arbeten är den stora bronsskulpturen av statyn av Perseus med Medusas huvud, ett lidelsefullt arbete i tidig manieristisk stil, uppställd i Loggia dei Lanzi i Florens. Det finns även efter Cellini ett stort marmorkrucifix, vitt på svart grund, bestämt för hans egen gravvård, men som nu finns i Escorial i Spanien. Bland försvunna bronser räknas ett par portaler och en enorm staty föreställande Mars.
Bland hans mynt-, medalj- och medaljongarbeten finns den berömda Leda och svanen i guld.
Cellini utgav även arbetet Due trattati dell'oreficeria e della scultura (1568), som innehåller hans konsthistoriska reflexioner.
Benvenuto Cellini är föremål för en berömd dikt av Carl Snoilsky.

## Svenska översättningar
- Benvenuto Cellinis lif (La vita di Benvenuto di M. Giovanni Cellini fiorentino scritta per lui medesimo in Firenze) (översättning Ernst Lundquist, Bonnier, 1906)
- Benvenuto Cellinis liv skildrat av honom själv (översättning Ellen Lundberg-Nyblom, Wahlström & Widstrand, 1927)
- Benvenuto Cellinis liv (översättning av Eva Alexanderson, verserna tolkade av Alf Henrikson, Forum, 1969)